# Alexander Schaible (Generaloberst)
Alexander Jakowlewitsch Schaible (* 18. August 1878 in Klöstitz; † 23. Dezember 1919) war ein russischer bzw. ukrainischer Offizier bessarabiendeutscher Abstammung.

## Leben
Schaible war ein Sohn des Gebietsschreibers Jakob Schaible (1855–1924) und dessen Ehefrau Anna Maria, geb. Bohlender (1857–1935). Die Familie stammte ursprünglich aus Aichhalden im Oberamt Calw. Der Urgroßvater Johann Maria Schaible war 1817 nach Glückstal, heute Rajon Welyka Mychajliwka, Ukraine, ausgewandert.
Alexander Schaible besuchte die Volksschule in Klöstitz und die russische Realschule in Chișinău. Nach dem Schulabschluss schlug er die russische Offizierslaufbahn ein. 1898 begann er mit der Militärausbildung in der Nikolai-Akademie des Generalstabs in Kiew. Seine weitere Ausbildung erhielt er in Smolensk und an der Militärakademie in St. Petersburg. 1898 wurde er zum 2. Sofia-Infanterie-Regiment in Smolensk kommandiert, am 2. September zum Unteroffizier, am 22. Dezember 1899 zum Unter-Portepeejunker, 1900 zum Unterleutnant befördert. Am 14. August 1900 beendete er seine militärische Ausbildung.
Am 1. November 1904 wurde Schaible Oberleutnant, 1907 Stabskapitän und 1909 zum Oberadjutanten des Stabs der 8. Ostsibirischen Schützen-Division ernannt. In Sibirien war er bis 1913 stationiert. Er wurde am 6. Dezember 1913 Oberst und am 7. Dezember zum Stabsoffizier in Irkutsk ernannt. Nach Ausbruch des Ersten Weltkriegs wurde er 1914 zum Generalstab kommandiert. Im Dezember 1915 wurde er Oberst im Generalstab.
Fronteinsätze hatte Schaible von 1914 bis 1916 vor allem gegen die Österreicher in den Karpaten und in Galizien. Am 21. Mai 1916 wurde er Kommandeur des Stabs der 60. Infanterie-Division, am 15. August 1916 wurde er zum Starschina befördert und 1917 zum Oberkommandierenden des 315. Glukhovsky Infanterie-Regiments ernannt. Im gleichen Jahr wurde er Generalmajor, musste sich aber für einige Zeit krankheitshalber auf die Krim zurückziehen. Bei der Demokratisierung des 23. Armeekorps nach der Oktoberrevolution wurde Schaible zum Stabschef gewählt. Am 1. Januar 1918 gab er sein Amt als Kommandeur des Glukhovsky-Regiments ab.
Schaible trat in die Armee der Ukrainischen Volksrepublik ein und wurde Mitglied des Militärkomitees, der Kommission zur Bildung von Militärschulen und Akademien in der Ukraine. Am 3. April 1919 rückte er zum Vorstand der Hauptverwaltung des Generalstabs der Ukrainischen Volksrepublik auf und war damit nach dem Kriegsminister und dem Chef des Generalstabs der dritthöchste Militärangehörige des Landes. Er gehörte zu den Verfassern des Gesetzes über Militärränge und war Berater bei den Friedensverhandlungen mit Polen. Zuletzt trug er den Rang eines Generalobersten.
Er starb am 23. Dezember 1919 und wurde auf dem militärischen Teil des Friedhofs in Odessa beigesetzt. Die Grabstätte ist nicht erhalten.

## Auszeichnungen
- Sankt-Stanislaus-Orden 3. Klasse
- Russischer Orden der Heiligen Anna 3. Klasse
- Sankt-Stanislaus-Orden 2. Klasse
- Russischer Orden der Heiligen Anna 4. Klasse mit der Aufschrift „Für Tapferkeit“
- Russischer Orden der Heiligen Anna 2. Klasse mit Schwertern
- Orden des Heiligen Wladimir 4. Klasse mit Schwertern und Schleife
- Orden des Heiligen Wladimir 3. Klasse mit Schwertern
- Schwerter zum Sankt-Stanislaus-Orden 2. Klasse und zum Orden der Heiligen Anna 2. Klasse